# Italiaanse grondwettelijk referendum 2016
Het Italiaanse grondwettelijk referendum was een grondwettelijk referendum dat op zondag 4 december 2016 in Italië plaatsvond. Er kon gestemd worden over de staatshervormingen die moesten plaatsvinden onder leiding van premier Matteo Renzi, waar voor of tegen kon worden gestemd. Uiteindelijk vormden de tegenstanders met ongeveer 60% de meerderheid, waarna Renzi een toespraak hield waarin hij zijn aftreden aankondigde.

## Opiniepeilingen

Opiniepeilingen van januari tot november 2016

Uit de opiniepeilingen die de voorgaande twee jaar werden gehouden, bleek dat steeds meer Italianen tegen de hervormingen waren. In 2014 en 2015 waren de voorstanders nog ruim in de meerderheid, maar in 2016 veranderde dat, door onder andere de opkomst van het ja-kamp en nee-kamp, de bekendmaking van de datum van het referendum en de bemoeienis van de Amerikaanse president Barack Obama, die het ja-kamp steunde.